# Дубровская, Анна Анатольевна
Анна Анатольевна Дубровская (род. 27 ноября 1972, Минск) — российская актриса, заслуженная артистка России (2004).

## Биография
Родилась 27 ноября 1972 года в Минске. С детства проявляла разносторонние способности: сочиняла песни, участвовала в музыкальном ансамбле, занималась фигурным катанием, играла в кино. Более всего увлекалась театром. В 1990 году Дубровская приехала в Москву и поступила в Театральное училище им. Б. Щукина на курс В. Иванова. В 1992 году она сыграла свою первую главную роль — роль Оксаны в кинокомедии «Хочу вашего мужа».
Окончив в 1994 году училище, была принята в труппу Государственного академического театра им. Е. Вахтангова. Сразу же получила роль главной героини в спектакле «Принцесса Турандот». В начале 2000-х годов стала играть главные роли ещё в целом ряде спектаклей: «Отелло» (премии «Чайка» и «Триумф» за роль Дездемоны), «Дядюшкин сон», «Царская охота», «Амфитрион», «Фредерик, или Бульвар преступлений» в театре им. Вахтангова, «Планета» Е. Гришковца.
В 2002 году играла главную роль в фильме «Связной» Сергея Бодрова-младшего. 19 сентября улетела в Москву на спектакль, и это спасло её от гибели во время схода ледника Колка в Северной Осетии.
В середине десятилетия дополнительную известность актрисе принесло участие в фильме «Ночной дозор». В этот же период она сыграла главные роли в популярных телесериалах «Операция „Цвет нации“», «Счастливый», «Девять неизвестных», «Свой — чужой», а также в картинах «Леший» и «Леший 2». Для двух последних лент Дубровская также исполнила песни. В конце мая 2010 г. на Киевском кинофестивале состоялся премьерный показ фильма «Иванов», в котором Дубровская сыграла роль Анны Петровны (Сарры).
В 2007 году Дубровская получила свою вторую премию «Чайка» — за роль Беатриче в комедии «Много шума из ничего» (театр на Малой Бронной).
В сентябре 2009 года в театре им. Вахтангова состоялась премьера спектакля «Дядя Ваня», где Дубровская исполнила роль Елены Андреевны.

## Семья
Отец — конструктор-изобретатель, мать — актриса Минского Театра оперетты. Старшая сестра Илона.
Первый муж (1991—2009) — Тудор Андронаки. Дочь — Нина Тудор Андронаки (род. в 1992 году), актриса.
Второй муж (с 2010 г.) — Вадим Дубровицкий (род. 25 июля 1960), режиссёр.

## Признание и награды
- 2000 — Премия «Чайка» в номинации «Обольстительная женщина» (за роль Дездемоны в спектакле «Отелло», театр им. Вахтангова)
- 2001 — Премия «Триумф» (за роль Дездемоны в спектакле «Отелло», театр им. Вахтангова)
- 2004 — Заслуженная артистка России
- 2007 — Премия «Чайка» в номинации «Обольстительная женщина» (за роль Беатриче в спектакле «Много шума из ничего», театр на Малой Бронной).
- 2021 — Орден Дружбы (10 сентября 2021 года) — за большой вклад в развитие отечественной культуры и искусства, многолетнюю плодотворную деятельность[3].

## Творчество

### Роли в театре
Театр им. Вахтангова
- «Принцесса Турандот» — Турандот
- «Зойкина квартира» М. А. Булгакова — Алла Вадимовна
- «Али-Баба и сорок разбойников» — Марджана
- «Жизнь есть сон» — Эстрелья
- «Варвары» М. Горького — Степанида
- «Проделки Скапена» — Комедиантка
- «Пиковая дама» — Первая молодая девушка, княжна Полина
- «За двумя зайцами» Михаила Старицкого — Галя
- «Лев зимой» — Элис
- «Амфитрион» Мольера — Алкмена
- «Отелло» Шекспира — Дездемона
- «Дядюшкин сон» Ф. М. Достоевского — Зинаида Афанасьевна
- «Царская охота» Леонида Зорина — Елизавета
- «Фредерик, или Бульвар преступлений» — Береника
- «Дядя Ваня» — Елена Андреевна
- «Окаёмовы дни» — Нина Александровна
- «БОВАРИ» — Эмма Бовари

Другие театры
- «Кухня», Театральное товарищество 814 — Люся Медянкина
- «Горе от ума», Театральное товарищество 814 — Наталья Дмитриевна Горич
- «Планета», Евгений Гришковец — Она
- «Ифигения в Авлиде», ТЦ на Страстном — Клитемнестра
- «Ромео и Джульетта», продюсерский центр «Новый глобус» — Леди Капулетти
- «Приворотное зелье», Театральное агентство «Арт-партнёр XXI» — Лукреция
- «Много шума из ничего», театр на Малой Бронной — Беатриче
- «Метель-аттракцион»
- «Вишнёвый сад», LA' ТЕАТР — Раневская Любовь Андреевна

### Роли в кино и на телевидении
- 1980 — «Между А и Б» (телеспектакль) — Первоклассница
- 1992 — «Хочу вашего мужа» — Оксана, любовница Андрея
- 1993 — «Хочу в Америку» — Рыжая, девушка со стройки
- 1994 — «Дом на камне» — Алёна
- 1995 — «Дом» (телесериал) — Наташа
- 1997 — «Графиня де Монсоро» (телесериал) — Габриэль
- 1998 — «Чёрное море 213» (США) — Энни, ассистентка фотографа
- 2001 — «Чёрная комната», новелла «Выбор» — Лена
- 2002 — Связной — Катя (фильм не завершен)
- 2004 — «Операция „Цвет нации“» (телесериал) — Ольга, агент «Княгиня»
- 2004 — «Ночной дозор» — Лариса, вампирша
- 2005 — «Сквозная линия» (телефильм) — Женя, прообраз автора
- 2005 — «Счастливый» (телесериал) — Маша Маевская, жена Артёма
- 2005 — «Девять неизвестных» (телесериал) — Таня, жена Мефодия, переводчик
- 2005 — «Дневной дозор» — Лариса, вампирша
- 2006 — «Лабиринты разума» (телесериал) — Вика, хозяйка парикмахерской
- 2006 — «Моя прекрасная няня» (телесериал) — Алиса, бывшая любовница Шаталина
- 2006 — «Поцелуй бабочки» — Анжела, жена крупного бизнесмена
- 2006 — «Не было бы счастья…» — Лора, инструктор по фитнесу
- 2006 — «Леший» — Светлана Наумова, бизнес-леди
- 2006 — «Свой-чужой» (телесериал) — Зоя, прокурор
- 2007 — «Леший 2» — Светлана Никитина, бизнес-леди
- 2008 — «Каменская-5» (телесериал) — Анита Риттер, зам. директора фирмы, фильм «Закон трёх отрицаний» (в 2-х частях).
- 2009 — Спецкор отдела расследований — Паола Шевелли, итальянская миллионерша
- 2009 — Бумеранг из прошлого — Инга
- 2009 — Детективное агентство «Иван да Марья»— Саша, домработница
- 2009 — Зелёные поля — Вера, жена Бориса
- 2010 — Леший. Продолжение истории — Светлана Никитина, бизнес-леди
- 2010 — Выхожу тебя искать — Полина
- 2010 — Иванов — Анна Петровна (Сарра), жена Иванова
- 2010 — «Доктор Тырса» (телесериал) — Ольга, фигуристка
- 2010 — «Сергей Бодров. Он просто ушёл в горы» (документальный)
- 2012 — Военный госпиталь — Вера Журавлева, жена главврача, библиотекарь
- 2014 — Дачный романс — Анна
- 2015 — Черта — Полина Степановна Рубцова, сотрудница МУРа
- 2016 — Женский детектив (мини-сериал)
- 2016 — Сценарий (мини-сериал)
- 2017 — Герасим — медсестра
- 2021 — «Анатомия сердца» (раб. назв. «Тетрада Фалло») (телесериал) — Зинаида
- 2022 — «Склифосовский» (телесериал) — судья, слушавшая дело Сергея Куликова, затем его возлюбленная.